# Georg Treviranus
Georg Gottfried Treviranus (* 12. Januar 1788 in Bremen; † 22. August 1868 in Bremen) war ein Pastor der bremischen Erweckungsbewegung sowie ein Mitbegründer der Inneren Mission, der Evangelischen Allianz und des Deutschen Evangelischen Kirchentages.

## Leben
Georg Treviranus kam als Sohn des Kaufmannes und Maklers Gottfried Reinhold Treviranus und seiner Ehefrau Gesine Judith Treviranus, geborene Duckwitz zur Welt. Die Familie väterlicherseits gehörte trotz des Berufs des Vaters einem einflussreichen Pastorengeschlecht an, dessen Ursprünge sich bis in das 16. Jahrhundert zurückverfolgen lassen. Er war ein Neffe des bremischen Bürgermeisters und Gründers von Bremerhaven Johann Smidt.
1802 wurde Treviranus bei dem der Aufklärung nahestehenden Pastor Petri in der Kirche St. Ansgari konfirmiert. Er erlernte zunächst wie sein Vater den Beruf des Kaufmannes und war auch vier Jahre als Kaufmann tätig. Hiernach studierte er zunächst am Bremer Gymnasium Illustre und ab 1808 an der Universität Göttingen und später an der Universität Tübingen. In Göttingen studierte er unter anderem bei dem Kirchenhistoriker Gottlieb Jakob Planck und erwarb erstmals eine deutschsprachige Bibel. Der Wechsel nach Tübingen war darin motiviert, dass er das Studium in Göttingen als zu rationalistisch empfand. Noch während seines Studienaufenthaltes in Tübingen wurde Treviranus 1810 vom Bremer Senat zum Pfarrer in der Gemeinde Grambke-Mittelsbühren gewählt, gleichwohl studierte er im Wintersemester 1810/1811 noch in Göttingen.
Nach seiner Rückkehr nach Bremen erfolgte am 23. April 1811 Examen vor dem reformierten Ministerium Bremens und am 28. April 1811 die Probepredigt. Am 1. Mai 1811 wurde er ordiniert und am 12. Mai 1811 durch den Gröpelinger Pfarrer Büsing in sein Amt in Grambke-Mittelsbühren eingeführt. Während der Zeit in Grambke-Mittelsbühren studierte er intensiv das Alte Testament und die Schriften des Erweckungspredigers Gottfried Menken. Am 25. September 1814 wurde Treviranus zum zweiten Prediger in der bremischen Gemeinde St. Martini neben Menken gewählt. Er wirkte bis 1825 dort neben Menken. 1815 heiratete er Mathilde Castendyk, die Tochter eines bremischen Senators. Aus der Ehe gingen zehn Kinder hervor, von denen fünf bereits in den ersten Lebensjahren starben. Nachdem Menken ausgeschieden war, wurde er im Oktober 1826 zum ersten Pastor der Gemeinde gewählt. 1846 war er zur Gründung der Evangelischen Allianz in London angereist, 1846 nahm er am Wittenberger Kirchentag teil, der zur Gründung des 1848–1872 bestehenden Deutschen Evangelischen Kirchentag führte. Auf seinen Namen geht die in Bremen gebildete Innere Mission 1852 zurück.

### Ehrungen
1861 erhielt Treviranus die Ehrendoktorwürden der Universitäten Göttingen und Berlin.

## Werk
Während etliche seiner Vorgänger (etwa Menken, Friedrich Ludwig Mallet und Johann Heinrich Bernhard Dräseke) sich als Prediger hervortaten, wirkte Treviranus vor allem durch die Aufnahme und Pflege persönlicher, oft sehr weitreichender, Beziehungen, einer umfassenden Vereinstätigkeit und ein erhebliches Organisationstalent.
Auf ihn gingen die Gründungen des kleinen Frauenvereines 1814 und des großen Frauenvereines 1816, eines Vereins für entlassene Strafgefangene 1837 und des Männer Krankenvereins 1840/41 zurück; er führte zehn Jahre den Verein für die protestantischen Deutschen in (Nord-)Amerika und er war maßgeblich an der Schaffung des Vereinshauses „Concordia“ 1841 für alle diese Vereine beteiligt. Insgesamt war er an der Gründung von 20 Vereinen beteiligt. Er schuf mit dem „Ellener Hof“ 1846/1847 ein Heim für verwahrloste Kinder nach dem Vorbild des Rauhen Hauses in Hamburg, war etwa zur selben Zeit im „Verein zur Pflege armer Wöchenerinnen“ aktiv. Unter dem Eindruck der Revolution von 1848 begründete er 1849 den Verein zur Inneren Mission in Bremen mit. 1850 wurde er Präsident der Inneren Mission.
Treviranus führte einen umfangreichen Briefwechsel mit den Vertretern der Erweckungsbewegung, mit Deutschen Christentumsgesellschaft in Basel und als Sekretär der von Gottfried Menken geförderten Bremer Bibelgesellschaft mit der Britischen und Auswärtigen Bibelgesellschaft in London. Weiter führte er eine rege und umfangreiche Korrespondenz mit den Führern der Basler Missions-Gesellschaft Wilhelm Hoffmann, Friedrich Joseph Josenhans und Johann Christoph Blumhardt. Erwähnenswert ist ferner der umfangreiche und freundschaftliche Briefwechsel mit Johann Hinrich Wichern.
Treviranus veröffentlichte zahlreiche Artikel, vor allem im Bremer Kirchenboten.

## Sonstiges
Im Haus von Georg Treviranus lebte von 1839 bis 1841 Friedrich Engels während seiner kaufmännischen Ausbildung in Bremen.

## Veröffentlichungen
- (Mitautor): Bekenntniß bremischer Pastoren in Sachen der Wahrheit. Johann Georg Heyse, Bremen 1840. Digitalisat MDZ Reader
- Die rechte Gestalt Christi in seinen Gliedern. Hrsg. zum Besten des Männer-Krankenvereins mit einem Vorwort von G. G. Treviranus. Schünemann, Bremen 1841.
- Zum Gedächtniss Friedrich Ludwig Mallet, Pastor prim. an St. Stephani zu Bremen. Müller, Bremen 1865.
- Zum dankbaren Gedächtnis an den am 22. August 1868 heimgegangenen emer. Pastor prim. D. Georg Gottfried Treviranus. Letzte Predigt des Verstorbenen und die bei seiner Beerdigung gehaltenen Reden. Valett, Bremen 1868. Digitalisat